# Lechería

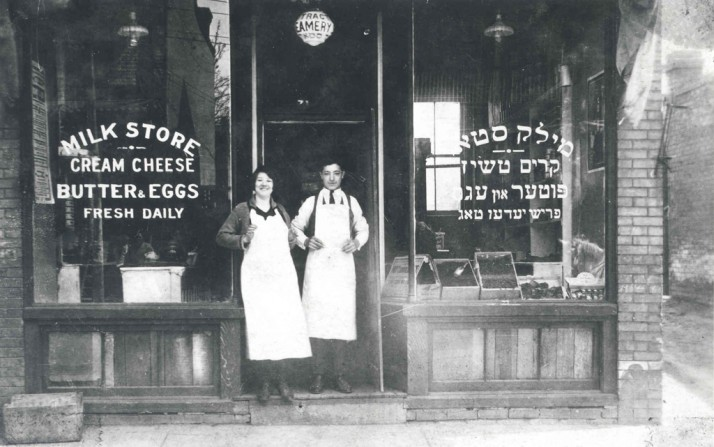
Antigua lechería de Toronto (1903)

Una lechería es un establecimiento donde se venden productos lácteos, en especial leche de vaca.
Originalmente la palabra se usaba para designar la tienda o dispensario donde se vendía la leche cruda y sus derivados, y el lechero era el encargado de la venta de lo producido en la vaquería o lugar en donde se ordeñaba y producía. La progresiva urbanización e industrialización han eliminado este negocio, al quedar absorbido por tiendas y supermercados. Los ganaderos, por su parte, debieron ser más productivos y especializados, desarrollando nuevas técnicas, razas lecheras y relaciones comprador-proveedor con la industria láctea, con lo que el término pasó gradualmente a usarse para designar a quien establecía relaciones productivas y comerciales debido a los productos lácteos. Estos cambios son algunas de las razones por las que la terminología difiere entre países. En Argentina, Uruguay y Paraguay, el término más común para una lechería es "tambo" (relacionado con los lugares de producción lechera). En Ecuador y Colombia, el término lechería puede referirse a granjas lecheras de todo tamaño, así como a todo el sector lácteo. En los Estados Unidos, toda la granja de productos lácteos comúnmente se llama "lechería".[cita requerida] En España, el tradicional despacho de leche o lechería, prácticamente ha desaparecido.[cita requerida]

## Historia
Los animales productores de leche han sido explotados desde hace miles de años, como parte de la agricultura de subsistencia que los pueblos nómadas practicaban. En un pasado más reciente, algunas familias de las sociedades agrícolas poseían animales productores de leche para el consumo familiar, y local cuando había excedente, como pequeñas industrias artesanales. Los animales se ordeñaban a mano y el tamaño de los rebaños era bastante pequeño. A los hombres y mujeres que realizaban estas tareas se les llamó de forma tradicional lechero(a) o vaquero(a).
Con la Revolución Industrial y la urbanización, el suministro de leche se convirtió en una industria comercial, con especializadas razas de ganado desarrolladas para producción lechera aparte de otras razas para la producción de carne o de razas de animales de trabajo. 
Históricamente, el ordeño y el procesamiento se llevaron a cabo cerca, juntos en el espacio y el tiempo: en una granja de productos lácteos. Las personas ordeñaban los animales a mano, en explotaciones donde haya sólo un reducido número. Tradicionalmente la vaca o vacas, se mantenían en el campo o prado, mientras que se ordeñaban otras veces, las vacas se ataban a un poste y se ordeñaban con lo cual el ganado joven tendría que ser entrenado para permanecer quieto para ser ordeñado. De hecho, estás técnicas aun son practicadas ampliamente en pequeñas explotaciones por todo el mundo. Sin embargo, en grandes explotaciones este método es poco eficiente, por lo que con la mecanización llegaron máquinas diseñadas para realizar el ordeño, de la misma manera que nuevos implementos agrícolas usados para la alimentación del ganado.
Con el progreso, en los países desarrollados los productores utilizan técnicas de última generación como la robótica o la biotecnología para aumentar su eficiencia. Los medianos y pequeños productores por su parte combinan maneras tradicionales con otras modernas de acuerdo a sus capacidades económicas.
Como ejemplo de comparación de la productrividad, en los Estados Unidos, una vaca lechera producía alrededor de 2400 kg (5300 libras) de leche por año en 1950, mientras que una vaca Holstein promedio en 2019 produce más de 10 000 kg (23 000 libras) de leche por año.

## Industria láctea

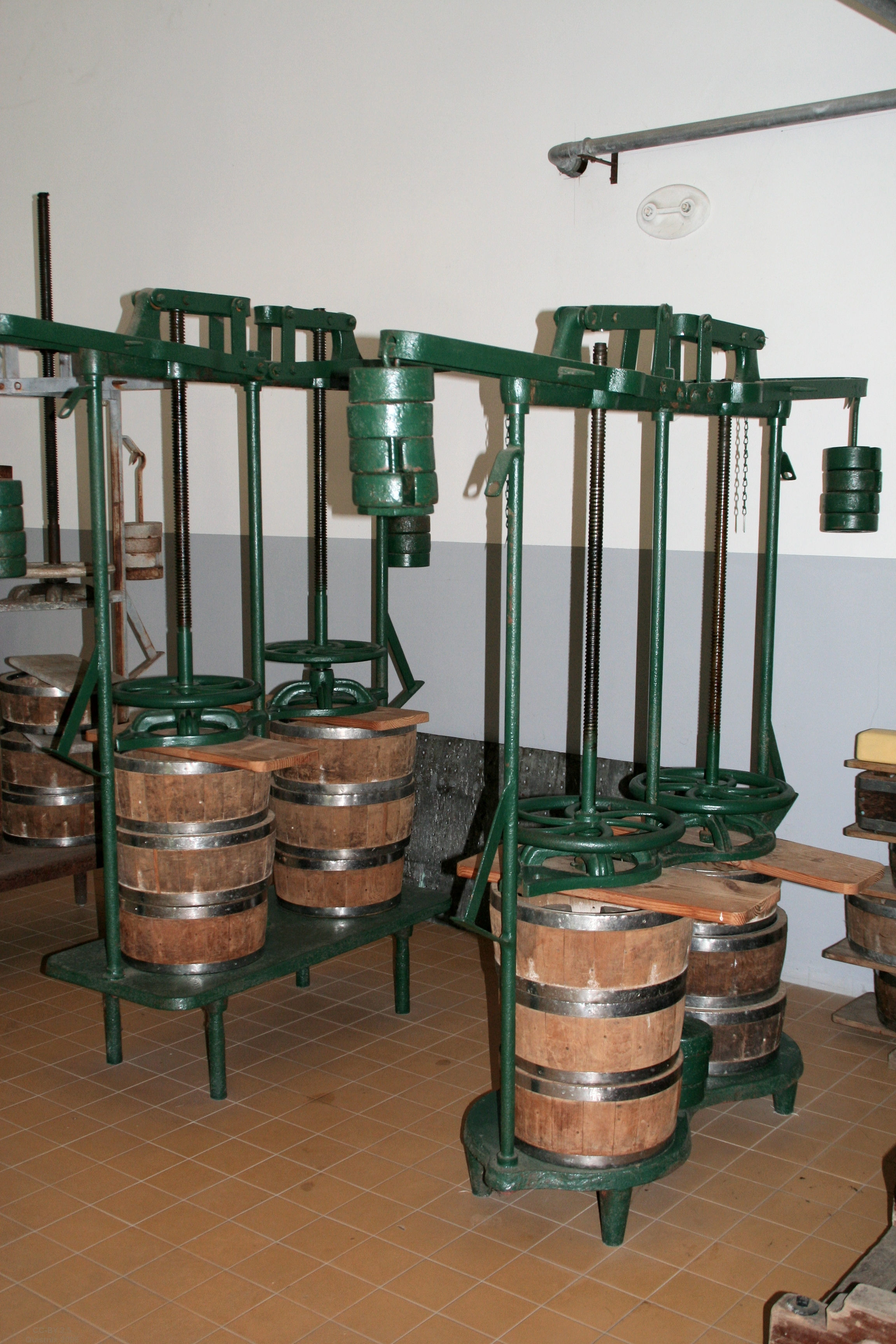
Lechería en Kaaspersen

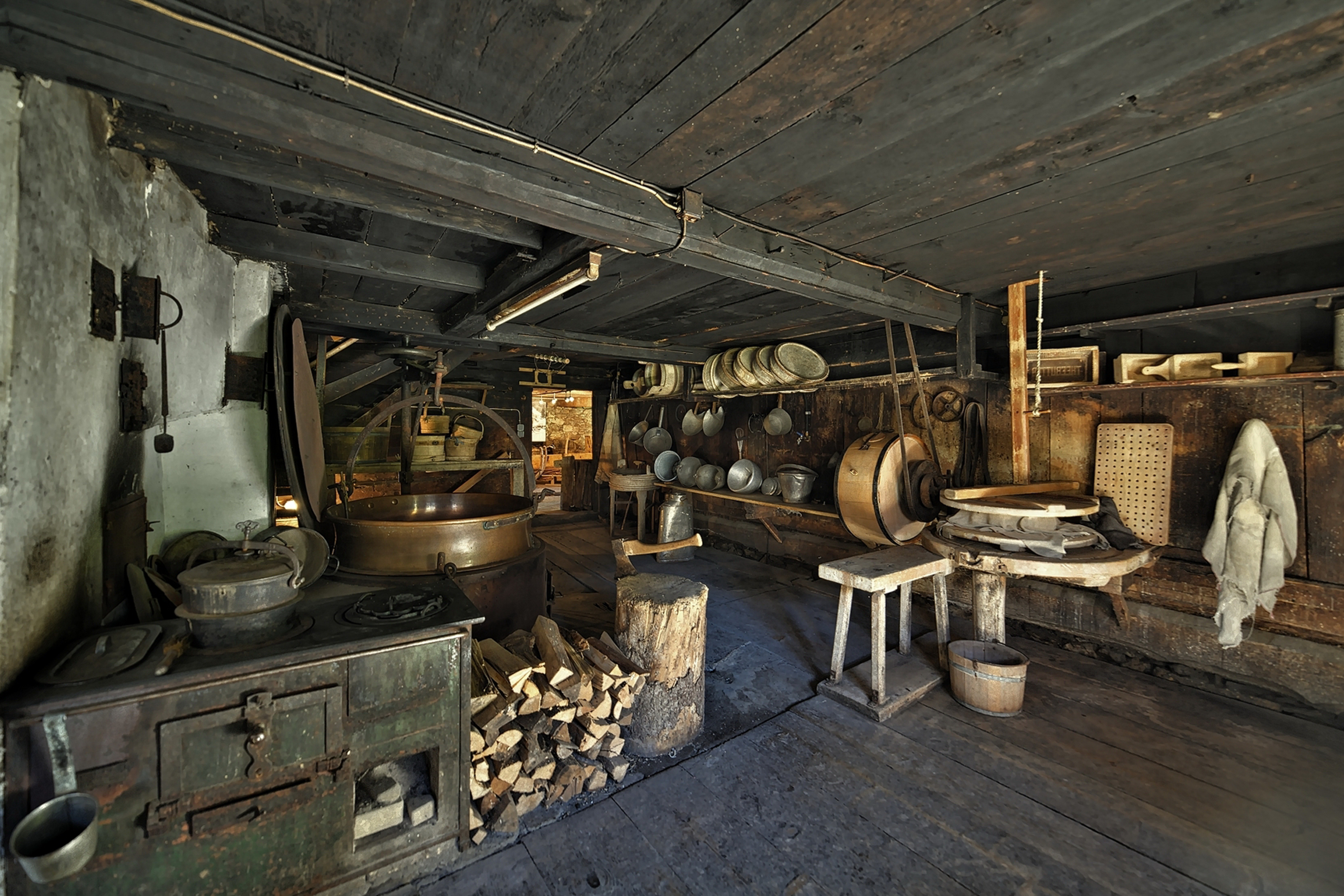
Antigua vaquería de montaña en Schröcken, Bregenz, Vorarlberg, Austria

La mayoría de los países producen sus propios productos lácteos pero la estructura de la industria láctea varía en diferentes partes del mundo. En Irlanda y Australia, por ejemplo, los agricultores, agrupados en cooperativas, representan a muchos de los procesadores a gran escala, mientras que en Estados Unidos muchos agricultores y procesadores hacen negocios mediante contratos individuales. En los países en desarrollo, la práctica anterior de los agricultores que comercializaban la leche en sus propios vecindarios está cambiando rápidamente. Avances notables incluyen una considerable inversión extranjera en la industria láctea y un papel cada vez mayor de las cooperativas lácteas. La producción de leche está creciendo rápidamente en esos países y presenta una importante fuente de crecimiento de los ingresos para muchos agricultores.[cita requerida]
La industria láctea que procesa leche líquida y productos con una vida útil corta, tales como yogures, cremas y quesos blandos, tienden a estar ubicadas en la periferia de los centros urbanos cercanos a los mercados de consumo. Plantas que elaboran elementos de vida útil más larga, como la mantequilla, la leche en polvo, queso y suero en polvo, tienden a estar situados en zonas rurales cercanas a la producción de leche. La mayoría de las plantas de procesamiento de grandes volúmenes tienden a especializarse en una gama limitada de productos. Sin embargo, las grandes plantas de producción de una amplia gama de productos son todavía comunes en Europa del Este, un vestigio de la antigua concepción centralizada, impulsado por la oferta del mercado bajo gobiernos comunistas. En países en desarrollo es común notar que la elaboración de estos productos lácteos son realizados en las mismas granjas lecheras.[cita requerida]

### Ordeñadoras

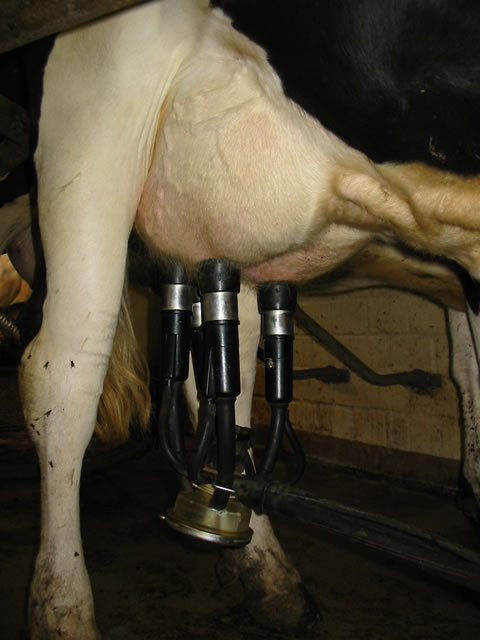
La máquina de ordeño extrae leche de todos los pezones al mismo tiempo.

Las máquinas de ordeño se utilizan para recolectar leche de las vacas cuando el ordeño manual se vuelve ineficiente o requiere mucha mano de obra. Uno de los primeros modelos fue patentado en 1907. La unidad de ordeño es la parte de una máquina de ordeño destinada a extraer la leche de la ubre. Se compone de un agarrador, cuatro tetinas, (conchas y revestimientos de goma), un tubo de leche largo, un tubo de pulsación largo y un pulsador. El agarrador es un conjunto que conecta los tubos de pulso corto y los tubos de leche cortos desde las tetinas al tubo de pulso largo y al tubo de leche largo. (Ensamblaje de grupo) Los agarradores comúnmente están hechos de acero inoxidable, plástico o ambos. Las tetinas están compuestas por una carcasa exterior rígida (acero inoxidable o plástico) que sujeta un forro interior suave o inflado. Las secciones transparentes en la carcasa permiten ver el revestimiento y el flujo de leche en caso de que se produzca algún fallo. El espacio anular entre la carcasa y el revestimiento se llama cámara de pulso.

## Bienestar animal
Una parte de la población en diversos países, muchos de ellos veganos, se oponen a la producción de leche como poco ética, cruel con los animales, y ambientalmente perjudicial. Ellos no consumen productos lácteos. Afirman que el ganado sufre en las condiciones empleadas en la industria láctea.
En el mercado actual empresas como Whole Foods, promocionan el consumo de leche orgánica, esta proviene de vacas a las cuales no les son administradas con antibióticos u hormonas del crecimiento. Además de tener acceso al aire libre, las vacas en las granjas orgánicas certificadas son alimentadas de piensos orgánicos, por lo que, en consecuencia, los animales no están expuestos a pesticidas persistentes, herbicidas o fungicidas, lo que elimina la posibilidad de que estos productos químicos pueden aparecer como residuos en la leche (el uso de organismos genéticamente modificados, incluyendo el uso de animales clonados, también está prohibido por las normas orgánicas).

## Enfermedades asociadas
Los productos lácteos fabricados en condiciones insalubres o inadecuadas tienen una gran probabilidad de contener bacterias. Las prácticas adecuadas de saneamiento ayudan a reducir la tasa de contaminación bacteriana, y la pasteurización reduce en gran medida la cantidad de leche contaminada que llega al consumidor. Muchos países han requerido supervisión y regulaciones gubernamentales con respecto a la producción de lácteos, incluidos los requisitos para la pasteurización.
- La leptospirosis es una infección que se puede transmitir a las personas que trabajan en la producción lechera a través de la exposición a la orina o al agua o suelo contaminados.[7][8]
- el virus de la viruela es un virus que hoy en día rara vez se encuentra en vacas o humanos. Es una enfermedad históricamente importante, ya que condujo a la primera vacunación masiva contra la ahora erradicada viruela.
- La tuberculosis puede transmitirse a partir del ganado, principalmente a través de productos lácteos sin pasteurizar. La enfermedad ha sido erradicada de muchos países mediante la realización de pruebas para la enfermedad y el sacrificio de animales sospechosos. Sin embargo sigue siendo una de las enfermedades de mayor prevalencia a nivel mundial.
- La brucelosis es una enfermedad bacteriana transmitida a los humanos por los productos lácteos y el contacto directo con los animales. La brucelosis se ha erradicado de ciertos países mediante pruebas para detectar la enfermedad y sacrificando animales sospechosos.

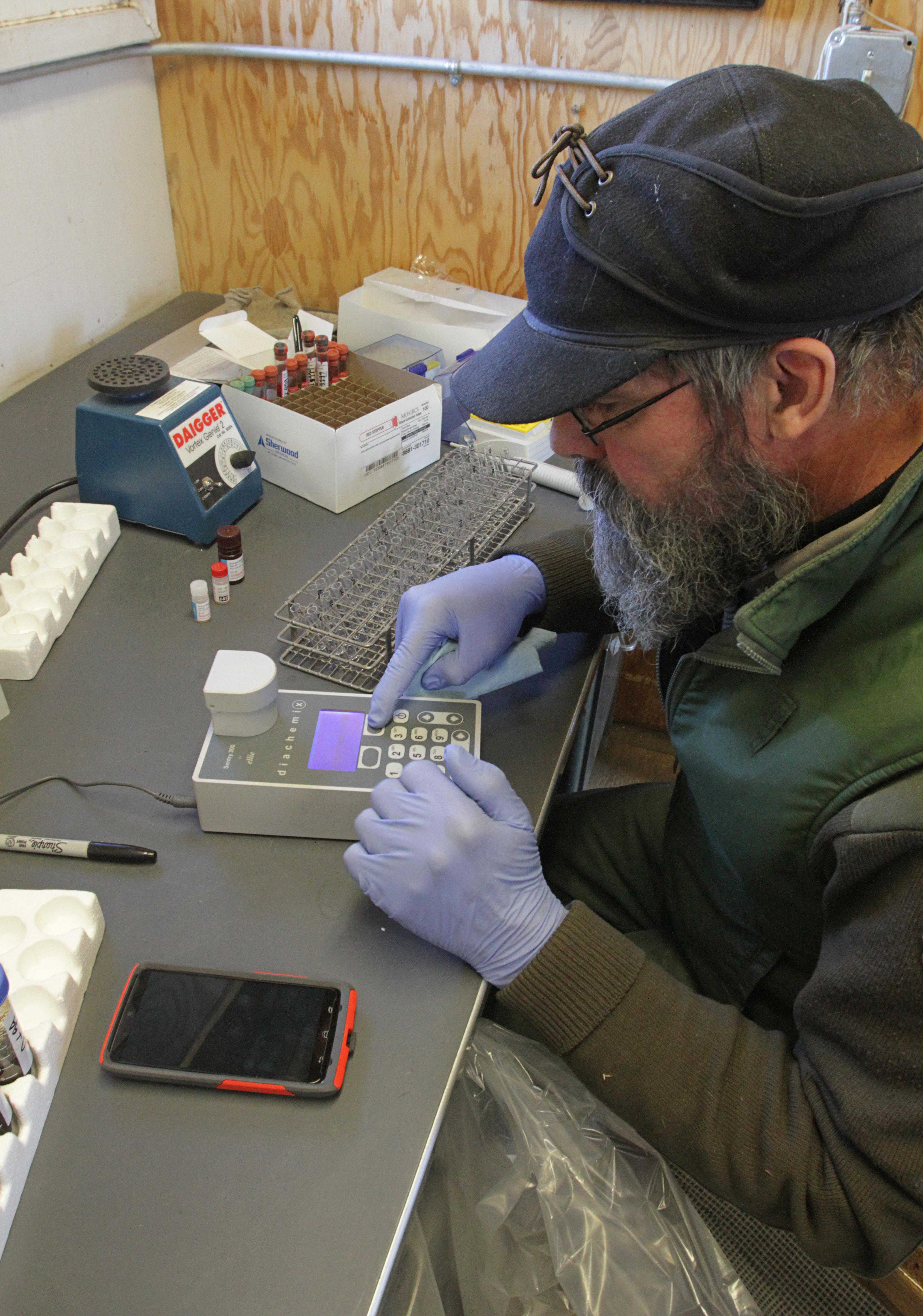
Realización de un test de Brucelosis en un Laboratorio en EE. UU. en 2015.

- La listeria es una enfermedad bacteriana asociada con la leche sin pasteurizar, y puede afectar a algunos quesos elaborados de manera tradicional. La cuidadosa observancia de los métodos tradicionales de elaboración del queso logra una protección razonable para el consumidor.
- La enfermedad de Crohn se ha relacionado con la infección por la bacteria M. paratuberculosis,[9][10][11][12][13] que se ha encontrado en la leche pasteurizada al por menor en el Reino Unido y los EE. UU.[14] M. paratuberculosis causa un trastorno similar, enfermedad de Johne, en el ganado.

## Eliminación de residuos y gestión de aguas residuales

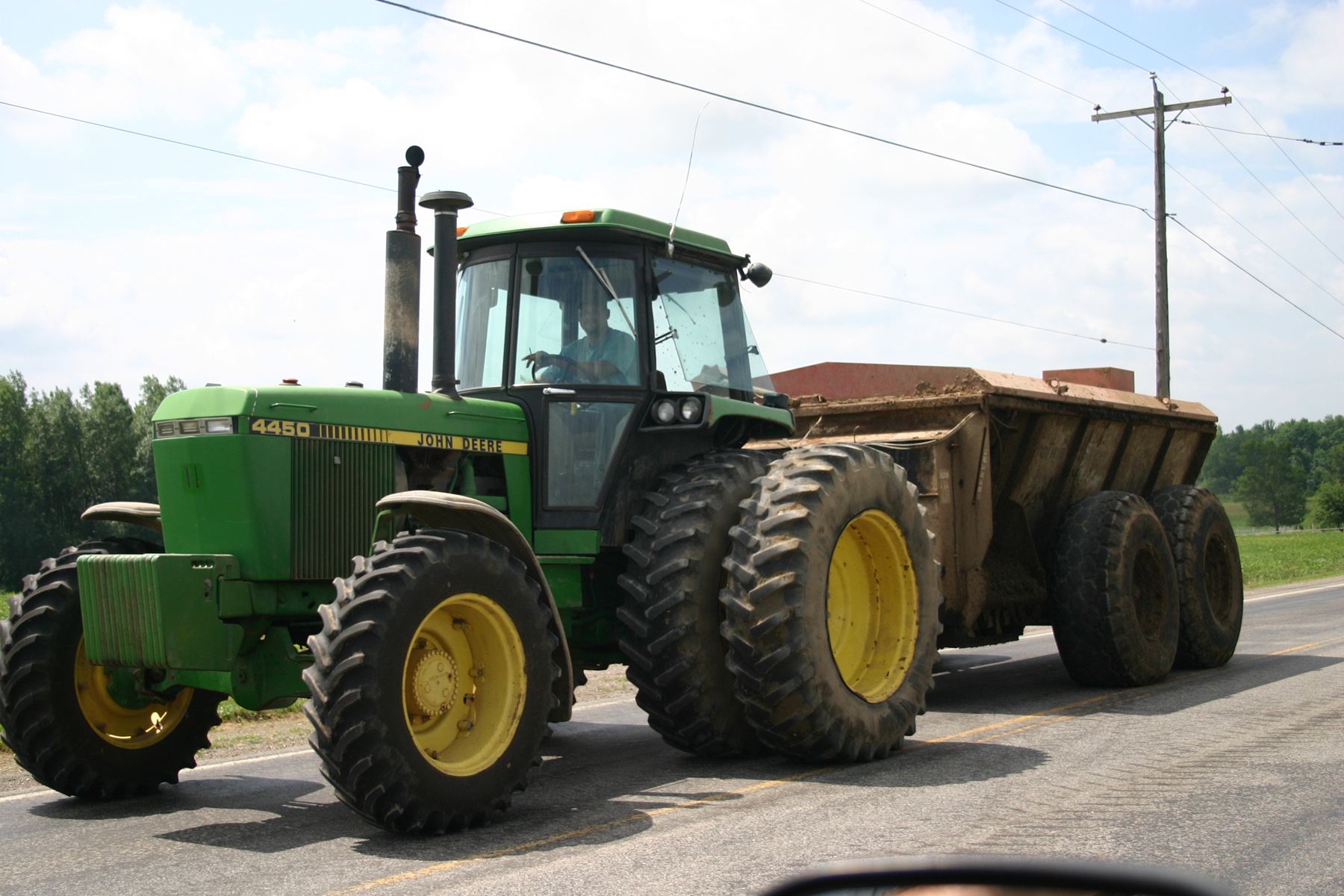
Esparcidor de estiércol que va al campo desde una granja lechera, Elba, Nueva York.

En los países donde las vacas pastan al aire libre durante todo el año, hay poca eliminación de desechos que tratar. Los desechos más concentrados se encuentran en el establo de ordeño, donde los desechos de los animales pueden licuarse (durante el proceso de lavado con agua) o dejarse en una forma más sólida, ya sea para devolverlos a la granja como fertilizante orgánico.
En las fábricas de procesamiento de leche asociadas, la mayor parte de los desechos son aguas de lavado que se tratan, generalmente mediante compostaje, y se esparcen en los campos agrícolas en forma líquida o sólida. Esto es muy diferente a hace medio siglo, cuando los productos principales eran la mantequilla, el queso y la caseína, y el resto de la leche debía desecharse como desecho (a veces como alimento para animales).
En las industrias lácteas, se producen dos tipos principales de aguas residuales; aguas residuales lácteas y suero de queso. Las aguas residuales lácteas consisten en pérdidas materiales de los productos lácteos, efluentes del lavado de tanques y equipos y aguas residuales sanitarias de inodoros y lavabos. Las concentraciones típicas de DBO y nitrógeno total Kjeldahl para aguas residuales de productos lácteos oscilan entre 1200 y 5000 mg/L y entre 30 y 200 mg/L, respectivamente. El suero de queso es el líquido que queda después de la formación de la cuajada. Contiene cantidades importantes de carbohidratos, proteínas, ácido láctico, grasas y sales y su valor de DBO puede superar los 40 000 mg/L. La gestión de las aguas residuales de los lácteos generalmente incluye la ecualización, la neutralización y la separación física seguidas de un tratamiento biológico, mientras que el suero de queso se trata en digestores anaeróbicos o pasa a través de membranas para la recuperación de proteínas.
En áreas de producción intensiva de leche, se han propuesto varios métodos para desechar grandes cantidades de leche. Las altas tasas de aplicación de leche en la tierra, o la eliminación en un hoyo, son problemáticas ya que el residuo de la leche en descomposición bloqueará los poros del suelo y, por lo tanto, reducirá la tasa de infiltración de agua a través del perfil del suelo. Dado que la recuperación de este efecto puede llevar tiempo, cualquier aplicación basada en tierra debe ser bien gestionada y considerada. Otros métodos de eliminación de la leche de desecho comúnmente empleados incluyen la solidificación y la eliminación en un vertedero de residuos sólidos, la eliminación en una planta de tratamiento de aguas residuales o la descarga en un alcantarillado sanitario.